# Adnane Tighadouini
Adnane Tighadouini (arabisk: عدنان تيغدويني; født 30. oktober 1992) er en marokkansk professionel fodboldspiller, der spiller som venstrefløj for den danske klub Esbjerg fB på leje fra Málaga CF. Han spiller også for Marokkos landshold .

## Klubkarriere
Den 31. august 2018 skrev han under på en lejeaftale med Esbjerg fB. Lejeaftalen varede hele 2018-19-sæsonen. Der var ydermere indarbejdet en købsoption i lejeaftalen.

## Titler

### Klub
Vitesse
- KNVB Cup: 2016-17